# 나이토 야스히로
나이토 야스히로(일본어: 内藤 泰弘, 로마자 표기: Yasuhiro Nightow, 1967년 4월 8일 ~ )은 일본 가나가와현 요코하마시 출신의 만화가이다. 호세이 대학 사회학부를 졸업했다. 대표작으로는 <트라이건>, <혈계전선> 등이 있다.

## 작품 리스트
- 트라이건

  - 트라이건・맥시멈
- 혈계전선

### 코미컬라이즈(만화화)
- 여신이문록 페르소나 낙원의 문 - 앤솔로지 코믹
- 사무라이 스피리츠 - 게임의 코미컬라이즈(만화화)

## 캐릭터 디자인
- 에너지 브레이커
- 사무라이 스피리츠 시리즈 (요괴 쿠사레게도를 담당)
- 건 그레이브 시리즈 (원작도 담당)
- 오에도 로켓 (게스트 캐릭터 디자인)
- 밸런스 전대 레인저 (코스튬 디자인)[1]

## 일러스트
- 미르나의 금기 사운드 스토리 - 시라쿠라 유미가 집필한 소설을 음성화한 CD
- DT 패왕 도마이너 - 점프J , 저자는 센바 치히로.